# Ingenu
|  | Aquest article tracta sobre el usurpador del tron imperial romà. Vegeu-ne altres significats a «Ingenu (desambiguació)». |

Ingenu (en llatí Ingenuus) va ser un dels trenta tirans que Trebel·li Pol·lió relaciona a la Història Augusta.
Era governador de Pannònia quan Valerià I va començar la seva campanya contra els perses. Li va ser encarregada l'educació militar del Cèsar Corneli Licini Valerià, fill de l'emperador Gal·liè, fins que el noi va morir l'any 258.
Quan Valerià va ser capturat i assassinat per Sapor I rei dels perses, va decidir revoltar-se contra Gal·liè i es va proclamar emperador. Gal·liè, que semblava tenir un caràcter feble i poc enèrgic, va actuar ràpidament, va reunir les seves forces i va anar a Il·líria on va derrotar a Ingenu a Mursa o Mursia. Ingenu va morir en la batalla, o bé a mans dels enemics, o potser suïcidat per a evitar les tortures que l'esperaven en cas de ser fet presoner. Gal·liè, en un decret ja havia advertit a tots els partidaris d'Ingenu sobre la seva sort, i va mostrar després d'haver guanyat, una terrible crueltat contra els seus enemics.
Pol·lió situa aquestos fets l'any 258, en el consolat de Fusc (o Tusc) i Bas, i Víctor diu que es va produir al tenir notícies de la captura de Valerià pels perses l'any 260.